# Магнит (футбольный клуб)
«Магнит» — российский футбольный клуб из города Железногорск, Курская область. Основан в 1991 году. С 1999 года выступал в первенстве России среди любительских футбольных клубов. В ноябре 2012 года из-за финансовых проблем отказался от участия в матчах третьего дивизиона.

## История
Клуб основан в 1991 году как ФК «Горняк». С 1996 по 1998 гг. клуб именовался как ФК «Гевикс». В 1999 году получил название ФК «Магнит».
В 2001 году выиграл Первенство МОА «Черноземье». Кубок МОА «Черноземье» ФК «Магнит» взял дважды в 2004 и 2005 гг. В 2011 г. ФК «Магнит» играл в финале кубка Курской области победил «Авангард» 4:2, уступая по ходу встречи два мяча.
В ноябре 2012 г. ФК «Магнит» снялся с соревнований из-за финансовых проблем. На тот момент клуб после 16 игр занимал 4-е место, набрав 35 очков. В следующих играх «Магниту» засчитывались технические поражения 0:3. По итогам сезона 2012/2013 клуб занял 7-е место.

## Прежние названия команды
- 1991—1995 — «Горняк»
- 1996—1998 — «Гевикс»
- 1999—2012 — «Магнит»

## Цвета клуба
| Белый | Зеленый |

## Достижения
- Чемпион : Первенство МОА «Черноземье» (2001)
- Чемпион(2): Кубок МОА «Черноземье» (2004,2005)
- Чемпион : Кубок Курской области (2011)
- Первенство МОА «Черноземье» (2000, 2003)
- Первенство МОА «Черноземье» (2006, 2008)

## Известные футболисты
- Сонин, Александр Николаевич — бронзовый призёр чемпионата России 2002 года в составе команды «Спартак» Москва.